# كأس العالم لدوري الرغبي 2017
كانت بطولة كأس العالم للرجبي لعام 2017 هي النسخة الخامسة عشرة من بطولة كأس العالم لدوري الرغبي ‏ والتي أقيمت في أستراليا ونيوزيلندا وبابوا غينيا الجديدة خلال الفترة 27 أكتوبر وحتى 2 ديسمبر 2017. وقد تضمنت البطولة منتخبات وطنية من 14 دولة عضو في الاتحاد الدولي لدوري الرجبي ‏ والتي تأهلت إما للوقوف في البطولة السابقة أو سلسلة من مباريات التصفيات المؤهلة. في المباراة النهائية، فازت أستراليا حاملة اللقب على منتخب إنجلترا الوطني لدوري الرغبي في بريسبان لانج بارك التي لعبت في النهائي الرابع عشر على التوالي.

## الفرق
| الفريق              | الكابتن          | المدرب           | التصنيف | الظهور السابق                    | سابق أفضل نتيجة لكأس العالم                                       | التصفيات                            |
| ------------------- | ---------------- | ---------------- | ------- | -------------------------------- | ----------------------------------------------------------------- | ----------------------------------- |
| أستراليا            | Cameron Smith    | Mal Meninga      | 1       | 14 (list)                        | فائز (10 مرات)                                                    | مشارك في الاستضافة                  |
| إنجلترا             | Sean O'Loughlin  | Wayne Bennett    | 3       | 5 (1975، 1995، 2000، 2008، 2013) | الوصيف (1975، 1995)؛ فائز (كجزء من بريطانيا العظمى) 3 مرات        | 2013 شبه النهائية                   |
| فيجي                | Kevin Naiqama    | Mick Potter      | 7       | 4 (1995، 2000، 2008، 2013)       | نصف النهائي (2008، 2013)                                          | 2013 شبه النهائية                   |
| فرنسا               | Théo Fages       | Aurélien Cologni | 6       | 14 (list)                        | الوصيف (1954، 1968)                                               | 2013 ربع نهائي                      |
| أيرلندا             | Liam Finn        | Mark Aston       | 8       | 3 (2000، 2008، 2013)             | ربع النهائي (2000، 2008)؛ الفائز (كجزء من بريطانيا العظمى) 3 مرات | مجموعة التصفيات الأوروبية 2 فائز    |
| إيطاليا             | Mark Minichiello | Cameron Ciraldo  | 12      | 1 (2013)                         | مرحلة المجموعات (2013)                                            | الفائز بلقب التصفيات الأوروبية      |
| لبنان               | روبي فرح         | Brad Fittler     | 18      | 1 (2000)                         | مرحلة المجموعات (2000)                                            | الفائز في الشرق الأوسط وأفريقيا     |
| نيوزيلندا           | آدم بلير         | David Kidwell    | 2       | 14 (list)                        | فائز (2008)                                                       | مشارك في الاستضافة                  |
| بابوا غينيا الجديدة | David Mead       | Michael Marum    | 16      | 6 (list)                         | ربع النهائي (2000)                                                | مشارك في الاستضافة                  |
| ساموا               | Frank Pritchard  | Matt Parish      | 5       | 4 (1995، 2000، 2008، 2013، 2017) | ربع النهائي (2000، 2013)                                          | 2013 ربع نهائي                      |
| إسكتلندا            | Danny Brough     | Steve McCormack  | 4       | 3 (2000، 2008، 2013)             | ربع النهائي (2013)؛ الفائز (كجزء من بريطانيا العظمى) 3 مرات       | 2013 ربع نهائي                      |
| تونغا               | Sika Manu        | Kristian Woolf   | 11      | 4 (1995، 2000، 2008، 2013)       | مرحلة المجموعات (1995، 2000، 2008، 2013)                          | الفائز في آسيا والمحيط الهادئ       |
| الولايات المتحدة    | Mark Offerdahl   | برايان ماكديرموت | 10      | 1 (2013)                         | ربع النهائي (2013)                                                | الفائز في مجموعة التصفيات الأمريكية |
| ويلز                | Craig Kopczak    | John Kear        | 9       | 4 (1975، 1995، 2000، 2013)       | نصف النهائي (1995، 2000)؛ الفائز (كجزء من بريطانيا العظمى) 3 مرات | مجموعة التصفيات الأوروبية 1 فائز    |

## الملاعب
تم الإعلان في أكتوبر 2014 عن إجراء مفاوضات مع بابوا غينيا الجديدة لاستضافة المباريات. قدم دوري بابوا غينيا الجديدة لكرة القدم للرجبي إلى اتحاد الرجبي الدولي في سبتمبر 2015 لطلب استضافة ثلاث مباريات. في أكتوبر 2015، تم التأكيد على أن بابوا غينيا الجديدة ستستضيف ثلاث مباريات في مرحلة المجموعات.
أستضيفت المباراة الافتتاحية في ملعب ملبورن المستطيل بين أستراليا وإنجلترا بينما أستضاف لانغ بارك في بريسبان نهائي كأس العالم.

### أستراليا
| بريزبان | سيدني                 | ملبورن                  | تاونسفيل                 |
| --- | --------------------- | ----------------------- | ------------------------ |
| لانغ بارك | ملعب سيدني لكرة القدم | ملعب ملبورن المستطيل    | Townsville Stadium       |
| السعة: 52,500 | السعة: 45,500         | السعة: 30,050           | السعة: 26,500            |
| |                       |                         |                          |
| تاونسفيل بريزبان كيرنز (ولاية كوينزلاند) داروين (الإقليم الشمالي) سيدني كانبرا ملبورن برثكأس العالم لدوري الرغبي 2017 (أستراليا) |                       |                         |                          |
| كانبرا | برث                   | كيرنز (ولاية كوينزلاند) | داروين (الإقليم الشمالي) |
| ملعب كانبرا | برث أوفال             | Barlow Park             | Darwin Stadium           |
| السعة: 25,011 | السعة: 20,500         | السعة: 18,000           | السعة: 12,000            |
| |                       |                         |                          |

### نيوزيلندا
| ملعب ويلينغتون الإقليمي                                                                | ملعب ماونت سمارت ‏    |
| السعة: 34,500                                                                          | السعة: 30,000        |
|                                                                                        |                      |
| ويلينغتون أوكلاند كرايستشرش هاميلتون (نيوزيلندا)كأس العالم لدوري الرغبي 2017 (ألمانيا) |                      |
| هاميلتون (نيوزيلندا)                                                                   | كرايستشرش            |
| ملعب وايكاتو                                                                           | Christchurch Stadium |
| السعة: 25,800                                                                          | السعة: 18,000        |
|                                                                                        |                      |

### بابوا غينيا الجديدة
| بورت مورسبي               |
| ------------------------- |
| National Football Stadium |
| السعة: 14,800             |
|                           |
| بورت مورسبي               |

## مرحلة خروج المغلوب
|  | ربع النهائي                         | ربع النهائي          |                       |    | نصف النهائي | نصف النهائي |  |  | النهائي | النهائي |
|  |                                     |                      |                       |    |             |             |  |  |         |         |
|  | 17 نوفمبر – Darwin                  |                      |                       |    |             |             |  |  |         |         |
|  |                                     |                      |                       |    |             |             |  |  |         |         |
|  | أستراليا                            | 46                   |                       |    |             |             |  |  |         |         |
|  | أستراليا                            | 46                   | 24 نوفمبر – لانغ بارك |    |             |             |  |  |         |         |
|  | ساموا                               | 0                    |                       |    |             |             |  |  |         |         |
|  | ساموا                               | 0                    | أستراليا              | 54 |             |             |  |  |         |         |
|  | 18 نوفمبر – ملعب ويلينغتون الإقليمي |                      | أستراليا              | 54 |             |             |  |  |         |         |
|  |                                     | فيجي                 | 6                     |    |             |             |  |  |         |         |
|  | نيوزيلندا                           | فيجي                 | 6                     | 2  |             |             |  |  |         |         |
|  | نيوزيلندا                           |                      | 2 ديسمبر – لانغ بارك  | 2  |             |             |  |  |         |         |
|  | فيجي                                | 4                    |                       |    |             |             |  |  |         |         |
|  | فيجي                                | 4                    | أستراليا              | 6  |             |             |  |  |         |         |
|  | 18 نوفمبر – Christchurch            |                      | أستراليا              | 6  |             |             |  |  |         |         |
|  |                                     | إنجلترا              | 0                     |    |             |             |  |  |         |         |
|  | تونغا                               | إنجلترا              | 0                     | 24 |             |             |  |  |         |         |
|  | تونغا                               | 25 نوفمبر – Auckland |                       | 24 |             |             |  |  |         |         |
|  | لبنان                               | 22                   |                       |    |             |             |  |  |         |         |
|  | لبنان                               | 22                   | تونغا                 | 18 |             |             |  |  |         |         |
|  | 19 نوفمبر – ملعب ملبورن المستطيل    |                      | تونغا                 | 18 |             |             |  |  |         |         |
|  |                                     | إنجلترا              | 20                    |    |             |             |  |  |         |         |
|  | إنجلترا                             | إنجلترا              | 20                    | 36 |             |             |  |  |         |         |
|  | إنجلترا                             |                      |                       | 36 |             |             |  |  |         |         |
|  | بابوا غينيا الجديدة                 | 6                    |                       |    |             |             |  |  |         |         |
|  | بابوا غينيا الجديدة                 | 6                    |                       |    |             |             |  |  |         |         |

### نصف النهائي

#### أستراليا ضد فيجي
| 24 نوفمبر 2017 19:00 AEST (ت ع م+10:00) |

| أستراليا | 54–6                         | فيجي                                                   |
| --- | ---------------------------- | ------------------------------------------------------ |
| محاولات: فالنتاين هولمز (18', 24', 42', 51', 65', 75') 6 Gagai (31', 69') 2 بيلي سلاتر (14', 48') 2 أهداف: كاميرون سميث (لاعب دوري الرغبي) 7/10 (15', 19', 33', 43', 49', 53', 67') | الأول: 22 – 2 الثاني: 32 – 4 | محاولات: 1 (59') Vunivalu أهداف: 1/2 Koroisau (7' pen) |

#### تونغا ضد إنجلترا
| 25 نوفمبر 2017 18:00 NZDT (ت ع م+13:00) |

| تونغا                                                                                             | 18–20                        | إنجلترا                                                                                           |
| ------------------------------------------------------------------------------------------------- | ---------------------------- | ------------------------------------------------------------------------------------------------- |
| محاولات: Pangai Junior (73') 1 Havili (76') 1 Lolohea (77') 1 أهداف: Taukeiaho 3/3 (73', 76, 77') | الأول: 0 – 12 الثاني: 18 – 8 | محاولات: 1 (11') McGillvary 1 (16') Widdop 1 (68') Bateman أهداف: 4/4 Widdop (12, 17, 50 pen, 69) |

#### إنجلترا ضد بابوا غينيا الجديدة
| 19 November 2017 16:00 AEDT (ت ع م+11:00) |

| إنجلترا | 36–6                         | بابوا غينيا الجديدة                         |
| --- | ---------------------------- | ------------------------------------------- |
| محاولات: McGillvary (13', 20') 2 Watkins (68', 72') 2 Walmsley (33') 1 Currie (56') 1 Hall (79') 1 أهداف: Widdop 4/7 (34', 57', 69', 80') | الأول: 14 – 0 الثاني: 22 – 6 | محاولات: 1 (60') Lo أهداف: 1/1 Martin (61') |

### نصف النهائي

#### أستراليا ضد فيجي
| 24 November 2017 19:00 AEST (ت ع م+10:00) |

| أستراليا | 54–6                         | فيجي                                                   |
| --- | ---------------------------- | ------------------------------------------------------ |
| محاولات: فالنتاين هولمز (18', 24', 42', 51', 65', 75') 6 Gagai (31', 69') 2 بيلي سلاتر (14', 48') 2 أهداف: كاميرون سميث (لاعب دوري الرغبي) 7/10 (15', 19', 33', 43', 49', 53', 67') | الأول: 22 – 2 الثاني: 32 – 4 | محاولات: 1 (59') Vunivalu أهداف: 1/2 Koroisau (7' pen) |

#### تونغا ضد إنجلترا
| 25 November 2017 18:00 NZDT (ت ع م+13:00) |

| تونغا                                                                                             | 18–20                        | إنجلترا                                                                                           |
| ------------------------------------------------------------------------------------------------- | ---------------------------- | ------------------------------------------------------------------------------------------------- |
| محاولات: Pangai Junior (73') 1 Havili (76') 1 Lolohea (77') 1 أهداف: Taukeiaho 3/3 (73', 76, 77') | الأول: 0 – 12 الثاني: 18 – 8 | محاولات: 1 (11') McGillvary 1 (16') Widdop 1 (68') Bateman أهداف: 4/4 Widdop (12, 17, 50 pen, 69) |

### النهائي: أستراليا ضد إنجلترا
| 2 ديسمبر 2017 19:00 AEST (ت ع م+10:00) |

| أستراليا                                                                | 6–0                        | إنجلترا |
| ----------------------------------------------------------------------- | -------------------------- | ------- |
| محاولات: Cordner (15') أهداف: كاميرون سميث (لاعب دوري الرغبي) 1/1 (16') | الأول: 6 – 0 الثاني: 0 – 0 |         |

## الحضور
| التاريخ        | المباراة            | المباراة            | الملعب                    | الموقع                   | الحضور |
| -------------- | ------------------- | ------------------- | ------------------------- | ------------------------ | ------ |
| 27 أكتوبر 2017 | أستراليا            | إنجلترا             | ملعب ملبورن المستطيل      | ملبورن                   | 22,724 |
| 28 أكتوبر 2017 | بابوا غينيا الجديدة | ويلز                | National Football Stadium | بورت مورسبي              | 14,800 |
| 28 أكتوبر 2017 | نيوزيلندا           | ساموا               | ملعب ماونت سمارت ‏         | أوكلاند                  | 17,857 |
| 28 أكتوبر 2017 | فيجي                | الولايات المتحدة    | Townsville Stadium        | تاونسفيل                 | 5,103  |
| 29 أكتوبر 2017 | أيرلندا             | إيطاليا             | Barlow Park               | كيرنز (ولاية كوينزلاند)  | 9,216  |
| 29 أكتوبر 2017 | إسكتلندا            | تونغا               | Barlow Park               | كيرنز (ولاية كوينزلاند)  | 9,216  |
| 29 أكتوبر 2017 | فرنسا               | لبنان               | ملعب كانبرا               | كانبرا                   | 5,492  |
| 3 نوفمبر 2017  | أستراليا            | فرنسا               | ملعب كانبرا               | كانبرا                   | 12,293 |
| 4 نوفمبر 2017  | نيوزيلندا           | إسكتلندا            | Christchurch Stadium      | كرايستشرش                | 12,130 |
| 4 نوفمبر 2017  | ساموا               | تونغا               | ملعب وايكاتو              | هاميلتون (نيوزيلندا)     | 18,156 |
| 4 نوفمبر 2017  | إنجلترا             | لبنان               | ملعب سيدني لكرة القدم     | سيدني                    | 10,237 |
| 5 نوفمبر 2017  | بابوا غينيا الجديدة | أيرلندا             | National Football Stadium | بورت مورسبي              | 14,800 |
| 5 نوفمبر 2017  | إيطاليا             | الولايات المتحدة    | Townsville Stadium        | تاونسفيل                 | 7,732  |
| 5 نوفمبر 2017  | فيجي                | ويلز                | Townsville Stadium        | تاونسفيل                 | 7,732  |
| 10 نوفمبر 2017 | فيجي                | إيطاليا             | ملعب كانبرا               | كانبرا                   | 6,733  |
| 11 نوفمبر 2017 | نيوزيلندا           | تونغا               | ملعب وايكاتو              | هاميلتون (نيوزيلندا)     | 24,041 |
| 11 نوفمبر 2017 | ساموا               | إسكتلندا            | Barlow Park               | كيرنز (ولاية كوينزلاند)  | 4,309  |
| 11 نوفمبر 2017 | أستراليا            | لبنان               | ملعب سيدني لكرة القدم     | سيدني                    | 21,127 |
| 12 نوفمبر 2017 | بابوا غينيا الجديدة | الولايات المتحدة    | National Football Stadium | بورت مورسبي              | 14,800 |
| 12 نوفمبر 2017 | ويلز                | أيرلندا             | برث أوفال                 | برث                      | 14,744 |
| 12 نوفمبر 2017 | إنجلترا             | فرنسا               | برث أوفال                 | برث                      | 14,744 |
| 17 نوفمبر 2017 | أستراليا            | ساموا               | Darwin Stadium            | داروين (الإقليم الشمالي) | 13,473 |
| 18 نوفمبر 2017 | تونغا               | لبنان               | Christchurch Stadium      | كرايستشرش                | 8,309  |
| 18 نوفمبر 2017 | نيوزيلندا           | فيجي                | ملعب ويلينغتون الإقليمي   | ويلينغتون                | 12,713 |
| 19 نوفمبر 2017 | إنجلترا             | بابوا غينيا الجديدة | ملعب ملبورن المستطيل      | ملبورن                   | 10,563 |
| 24 نوفمبر 2017 | أستراليا            | فيجي                | لانغ بارك                 | بريزبان                  | 22,073 |
| 25 نوفمبر 2017 | تونغا               | إنجلترا             | ملعب ماونت سمارت ‏         | أوكلاند                  | 30,003 |
| 2 ديسمبر 2017  | أستراليا            | إنجلترا             | لانغ بارك                 | بريزبان                  | 40,033 |

## روابط خارجية
- الموقع الرسمي